# Братя Миладинови (печатница)
„Братя Миладинови“ е българска печатница, съществувала до 1947 година в София.
Основана е от Иван Миладинов. В нея се печатат немски речници и разговорници, както и вестниците „Поглед“, „Щит“, „Литературен преглед“ и „Кормило“. „Братя Миладинови“ печата и библиотеките „Пролетарска култура“ (1931), „Съветски писатели“ (1935), „Земя и култура“ (1936 – 1938).
След Деветосептемврийския преврат в 1947 година е национализирана и е дадена на Издателството на БАН.